# Нова Весь (гміна Ґізалкі)
Нова Весь (пол. Nowa Wieś) — село в Польщі, у гміні Ґізалки Плешевського повіту Великопольського воєводства.
У 1975-1998 роках село належало до Каліського воєводства.